# Alpenveilchen-Narzisse
Die Alpenveilchen-Narzisse (Narcissus cyclamineus) ist eine Pflanzenart aus der Familie der Amaryllisgewächse (Amaryllidaceae). Sie ist den Botanikern schon sehr lange bekannt. Erste Abbildungen dieser Art sind aus dem Jahre 1608. Diese Art wird von dem Botaniker John W. Blanchard in die Sektion Pseudonarcissus gestellt.

## Beschreibung
Die Alpenveilchen-Narzisse wächst als ausdauernde krautige Pflanze und erreicht Wuchshöhen bis zu 20 Zentimeter. Die Blätter sind schmal, gekielt und leuchtendgrün. Das Perianth der gelben Blüte ist alpenveilchenartig nach hinten umgebogen. Die Trompete ist sehr schmal, verhängt sich taillenartig, bevor sie am Rand zwölffach eingekerbt wieder auseinandergeht. Die Blütezeit ist in Kultur von März bis April.

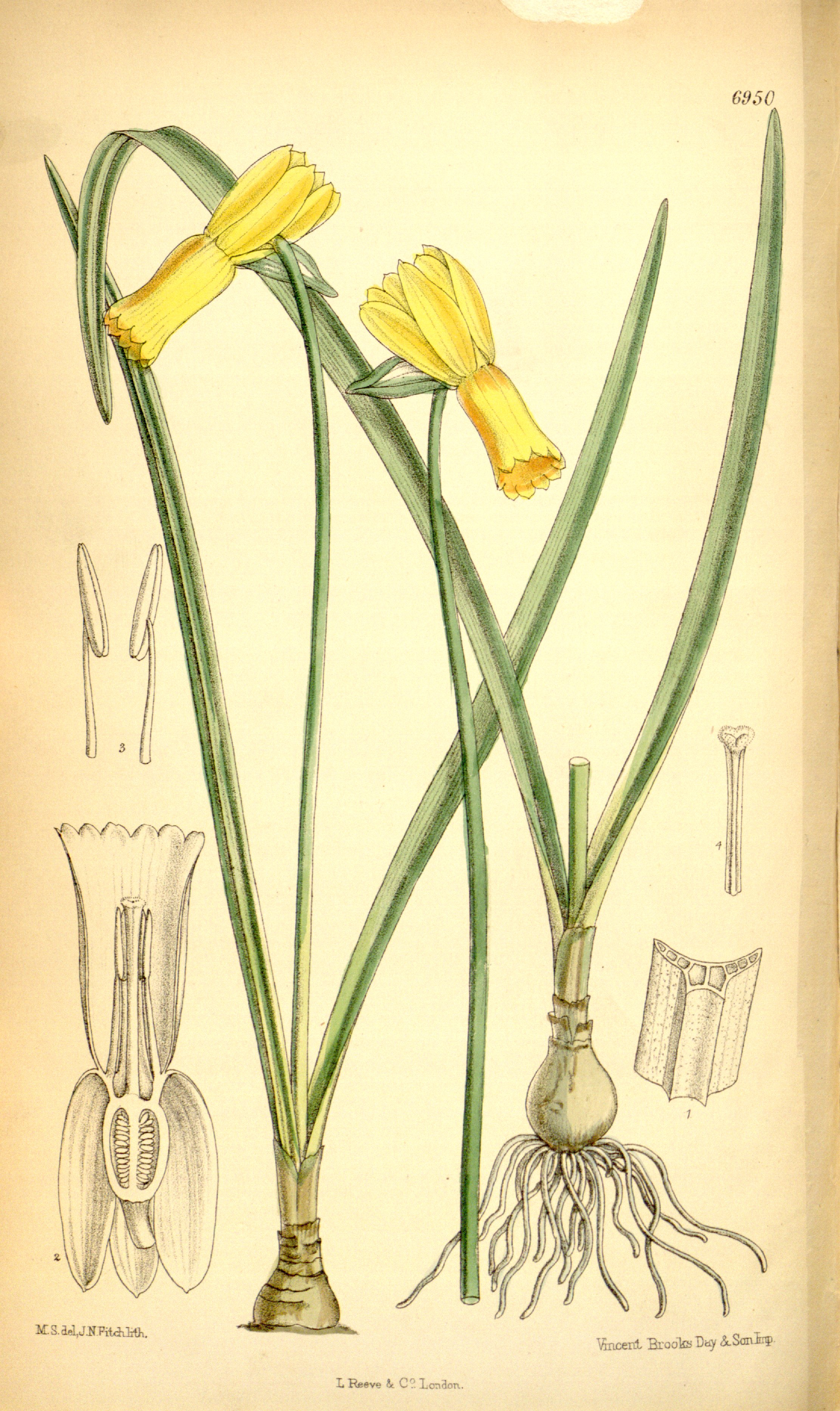
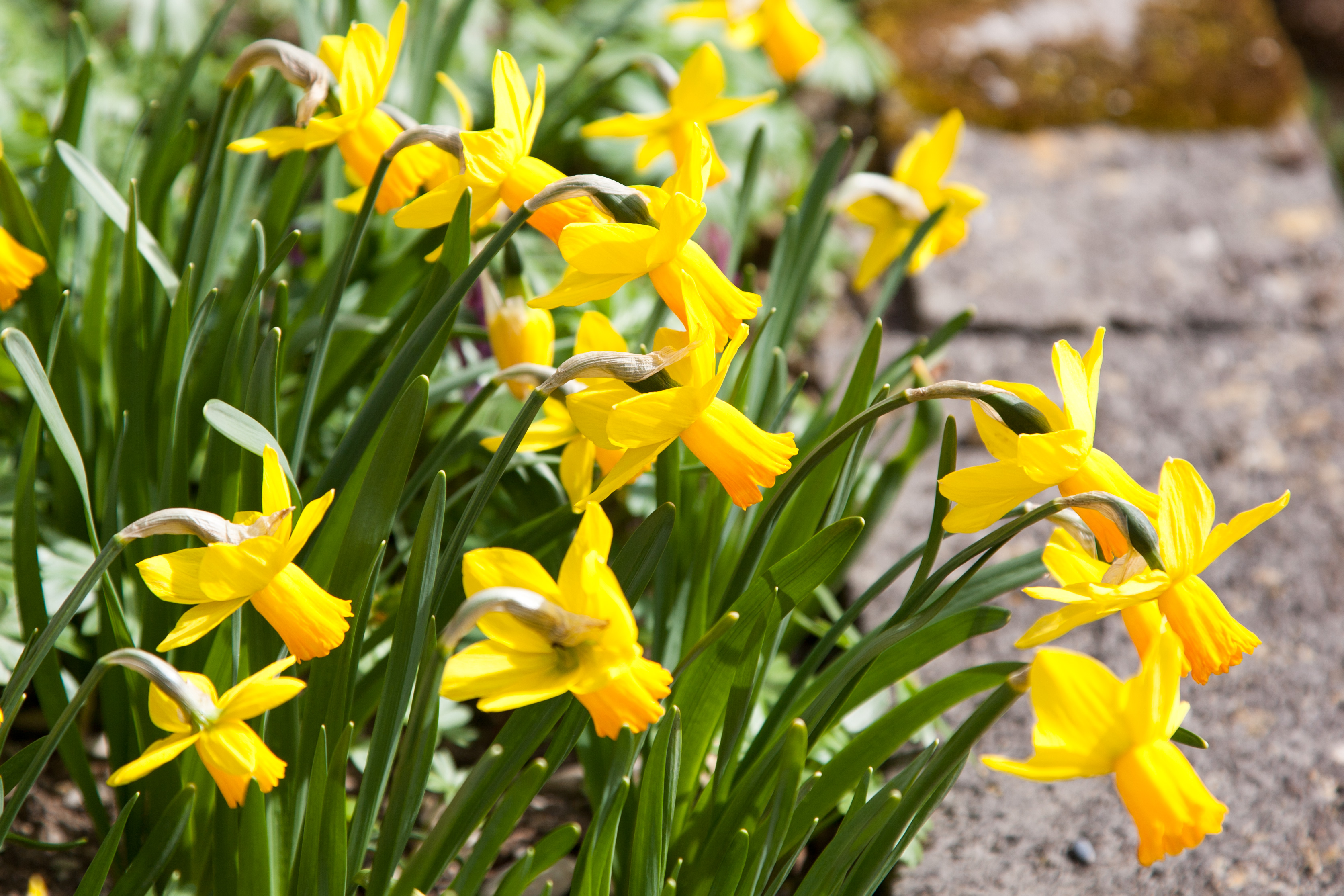

## Verbreitungsgebiet
Die Art ist in Spanien und Portugal beheimatet. Dort wächst sie bevorzugt auf schweren und leicht sauren Böden. Sie blüht dort bereits ab Februar.

## Verwendung im Garten
Diese Art ist sehr einfach im Garten zu pflegen. Sie vermehrt sich auch durch Selbstaussaat und ist häufig sogar noch in alten Bauerngärten zu entdecken. Sie eignet sich für die Bepflanzung unter Bäumen, im Zierrasen oder im Steingarten.